# Мартыненко, Григорий Яковлевич
Мартыне́нко, Григо́рий Я́ковлевич (14 февраля 1936, Акимовка Запорожской области УССР — 5 апреля 2019, Санкт-Петербург): российский учёный, доктор филологических наук, профессор кафедры математической лингвистики Филологического факультета СПбГУ; певец, лирико-драматический тенор, солист Петербург-концерта, лауреат международных конкурсов и фестивалей; писатель, публиковавшийся под псевдонимом Григорий Азовский.

## Биография
- С 1956 по 1961 учился на славянском отделении филологического факультета Ленинградского государственного университета. Одновременно обучался вокалу в классе сольного пения у Марии Михайловны Матвеевой, учениками которой были Евгений Нестеренко, Сергей Лейферкус, Людмила Филатова и др., был солистом хора Санкт-Петербургского университета, которым руководил знаменитый хормейстер Г. М. Сандлер. Находился под сильным влиянием исполнительского мастерства Владимира Атлантова. Позднее брал уроки вокала у проф. Санкт-Петербургской консерватории Ю. Н. Киселева и известного русского тенора Доната Донатова, который получил вокальное образование у великого итальянского тенора Аурелиано Пертиле.
- С 1961 по 1964 обучался в очной аспирантуре филологического факультета ЛГУ по специальности «Общее языкознание и машинный перевод» под руководством известного российского лингвиста Ю. С. Маслова.
- С 1964 по 1977 работал в научно-исследовательских учреждениях Ленинграда в области разработки лингвистического обеспечения информационно-поисковых систем, занимался изобретательской деятельностью, является автором 10 зарегистрированных авторских свидетельств.
- В 1972 защитил кандидатскую диссертацию «Сложность синтаксических структур».
- С 1977 г. по 2019 г. работал на кафедре математической лингвистики Санкт-Петербургского государственного университета.
- В 1989 г. защитил докторскую диссертацию «Стилеметрия: теоретические проблемы, прикладные задачи, методы».
- С 1990 г. по 2019 г. работал в должности профессора кафедры математической лингвистики Санкт-Петербургского государственного университета.
- В 1988 г. начинает активную концертную деятельность. 1990—1995 — участник мужского ансамбля духовной музыки Санкт-Петербургской консерватории «Согласие». 1994—2001 — солист симфонического оркестра популярной и классической музыки под управлением з. а. РФ Э. А. Густина. В это же время работал солистом оркестра народных инструментов «Музыканты Колпино» под руководством А. Н. Афанасьева.
- С 1995 г. — солист Петербург-концерта. За последние 10 лет дал более 70 сольных концертов в России и за рубежом.
- Проживал с семьей в Санкт-Петербурге.

## Основные направления научной деятельности
1. Разработка основ стилеметрии XX века — филологической дисциплины, занимающейся измерением стилевых характеристик с целью упорядочивания и систематизации (шкалирования, диагностики, атрибуции, периодизации, типологии, датировки, таксономии) текстов и их частей. Конкретные исследования на материале художественной прозы XX века и поэтических текстов.
2. Построение междисциплинарной теории ценозов (сообществ) на основе анализа ранговых и спектровых распределений (распределений плотности). Построение типологии распределений и теории ранговых распределений. Поиск формализованных средств выделения ядра, периферии и центральной (переходной) зоны. Пропорционирование этих зон на разнообразном материале: от природных распределений до знаковых систем. Формирование индексов концентрации и рассеяния и показателей разнообразия.
3. Использование теории временных рядов в изучении динамики текстов. Выделение тренда, случайных и циклических колебаний. Моделирование динамики текста с помощью функций высоких порядков. Изучение композиции текста с помощью математических моделей. Построение типизированных профилей текста и их классификация. Использование чисел Фибоначчи и золотого сечения в изучении динамики текста.
4. Исследование свойств гармонических сечений и рекуррентных последовательностей на основе теории рекурсий. Построение типологий золотых уравнений на основе чисел Фибоначчи.
5. Разработка семиотики специализированных видов деятельности. Семиотика и статистика спорта. Семиотикаи статистика патентно-изобретательской деятельности.

## Научные публикации
Общий список научных трудов включает около 200 наименований.

### Монографии
- Основы стилеметрии. Л., ЛГУ, 1988. — 170 с.
- Семиотика описательных текстов: Типологический аспект. СПб.: Изд-во С.-Петерб. ун-та, 1999. (соавтор: Чебанов С. В.)
- Многопараметрический статистический анализ результатов ассоциативного эксперимента. Санкт-Петербургский гос. университет. Научные доклады. Изд-во С.Петерб. ун-та, 2003 (соавтор: Г. А. Мартинович).
- Ритмико-смысловая динамика русского классического сонета. СПб., Изд-во Санкт-Петербургского университета, 2004.
- Введение в теорию числовой гармонии текста. СПб., Изд-во Санкт-Петербургского университета. 2010.
- Типология последовательностей Фибоначчи: теория и приложения. Введение в математику гармонии. LAP LAMBERT Academic Pudlishing Gmbh & Co. KG. Saarbrücken, Germany, 2012. — 300 с. (соавтор: Ю. Д. Григорьев).

### Избранные научные статьи
- Статистическое исследование синтаксической сложности предложения // Информационные вопросы семиотики, лингвистики и автоматического перевода. Вып. 1, М., ВИНИТИ, 1971. — С. 84-101.
- Некоторые статистические закономерности концентрации и рассеяния элементов в лингвистических и других сложных системах // Структурная и прикладная лингвистика. Вып. 1, Изд-во ЛГУ, 1978. — С. 63-79.
- Some linguistic aspects of the dual nature of patent documentation. In: Automatic Documentation and Mathematical Linguistic — Allerton Press. USA. V 13. N 5, 1979, pp. 62-74.
- Грамматико-лексическое поле и типовое значение заместителей // Советское славяноведение, 1980, № 3. — С. 65-78.
- Automatical classification of text according to syntactic features. In: Computational Linguistics and Related Topics. Tallinn. 1980, pp. 75-77.
- Типология лингвостатистических распределений // Лингвостатистика и вычислительная лингвистика. № 628, Тарту, 1982. — С. 103—170.
- Системно-статистический анализ синтаксических структур // Семиотика и информатика. Вып. 23. М., 1983. — С. 139—172.
- Ранговые моменты // Научно-техническая информация. Серия 2, № 8, 1989 — С. 9-14. (соавтор: Фомин С. В.).
- О статистических характеристиках ранговых распределений // Квантитативная лингвистика и автоматический анализ текста. Тарту, 1989. — С. 50-68.
- Основные типы представлений о структуре языка // Linguistica. Исследования по общему и структурному языкознанию. Вып. 911, Тарту, ТГУ, 1990. — С. 112—133. (соавтор: Чебанов С. В.).
- Идеи герменевтики в прикладной лингвистике // Квантитативная лингвистика и автоматический анализ текста. Вып. 912. Тарту, 1990. — С. 92-111. (соавтор: Чебанов С. В.)
- Методы статистического моделирования в языкознании // Прикладное языкознание. Под ред. А. С. Герда. СПб.: Изд-во С.Петербург. ун-та. 1996.
- Семантика текста формулы изобретения // Структурная и прикладная лингвистика. Вып. 5, Изд-во С.Петерб. ун-та. 1998.
- Text as Real Population in Chuprov Sense // Journal of Quantitative Linguistics. Vol. 5, Number 3, 1998. (соавтор: Чебанов С. В.)
- Statistical Consistency of Keywords Dictionary Parameters. In: Proc. of the Int. Conference RIAO’2000 «Content-Based Multimedia Information Access», Vol. 2, Paris, April 12-14, 2000.
- Statistical Parametrization of Text Corpora // Proceedings of the Workshop on Text, Speech and Dialog (TSD’99). Brno, 2000 (соавтор: Шерстинова Т. Ю.).
- Золотое сечение формулы изобретения // Научно-техническая информация. Серия 2. 2002, № 10. — С.22-25
- Semiotics of Statistics // Journal of Quantitative Linguistics. Vol.10. Namber 3. August 2003, Trier. — P.105-116
- О ритмико-смысловой динамике сонетов Константина Бальмонта // Мир русского слова. 2004, № 1. — С.28-35
- Техника сонета и сонеты техники. // Технетика и семиотика. Ценологические исследования. Вып. 21. М., Центр системных исследований, 2004. — С.112-118
- Linguistic Numerology. In: Festschrift in Honor of Gabriel Altmann. De Gruyter Publishing House. Berlin / New York. 2006. P. 413—424.
- Неоднородность ценотических распределений // Общая и прикдадная ценология. № 4, 2007. — 33-40.
- Из истории типологических представлений // Структурная и прикладная лингвистика. Вып. 7. СПб.: Изд-во СПбГУ. 2008 С. 328—390(соавтор: Чебанов С. В.)
- Модель гармонии сложных социальных систем // Труды VII Всероссийской конферепнции по финансово-актуарной математике и симежным вопросам. Т.1, Красноярск, СФУ, 2008, С.148-173
- Степенные средние в теории золотого сечения. Труды VII Всероссийской конферепнции по финансово-актуарной математике и симежным вопросам. Т.1, Красноярск, СФУ, 2008, С.174-179
- Язык последовательностей Фибоначчи // «Академия Тринитаризма», М., Эл № 77-6567, публ.14934, 06.12.2008. http://www.trinitas.ru/rus/doc/0232/009a/02321093.htm
- Решение нелинейных уравнений методом повторных радикалов//«Академия Тринитаризма», М., Эл № 77-6567, публ.15335, 11.06.2009.
- Золотой треугольник Фибоначчи // «Академия Тринитаризма», М., Эл № 77-6567, публ.15408, 16.07.2009
- Числовая гармония ценозов // «Академия Тринитаризма», М., Эл № 77-6567, публ.15453, 06.08.2009
- Мартыненко Г. Я., Целочисленные пределы повторных радикалов и соответствующие им корни алгебраических уравнений с целочисленными коэффициентами // «Академия Тринитаризма», М., Эл № 77-6567, публ.15684, 06.12.2009

## Художественные произведения
Григорий Азовский. Капли портвейна. Сборник рассказов. СПб.: Издательство Союза писателей Санкт-Петербурга, 2011. — 160 с.
Григорий Азовский. Мимо денег. Сборник рассказов. СПб.: Издательство Союза писателей Санкт-Петербурга. 2013. — 200 с.
Григорий Азовский. Поэтическая история золотого сечения и чисел Фибоначчи. Сборник сонетов. СПб.: Невский ракурс. 2013. — 84 с.

## Концертные программы
- Старинный, городской и классический русский романс,
- Русские народные песни,
- Арии из опер русских и зарубежных композиторов,
- Западноевропейская духовная музыка,
- Неаполитанские песни,
- Песни и романсы Украины,
- Советские песни,
- Мелодии Бродвея и Голливуда.

## Награды
- 1957 г. — Лауреат Всемирного международного фестиваля молодежи и студентов в составе хора Ленинградского университета (Москва)
- 1998 г. — Лауреат Первого Международного конкурса им. Марио Ланца (Санкт-Петербург)
- 2003 г. — Лауреат Международного конкурса исполнителей русского романса им. Изабеллы Юрьевой (Таллин)
- 2006 г. — Почетная грамота Министерства образования и науки РФ за многолетнюю плодотворную работу по развитию и совершенствованию учебного процесса, значительный вклад в дело подготовки высококвалифицированных специалистов
- 2009 г. — Лауреат Международного фестиваля «Украинская Весна в Санкт-Петербурге»
- 2011 г. — Лауреат Международного фестиваля «Украинская Весна в Санкт-Петербурге»